# Mychajlo Holubjew (Zoologe)
Mychajlo Leonidowytsch Holubjew (ukrainisch Михайло Леонідович Голубєв, wiss. Transliteration Mychajlo Leonidovyč Holubjev; * 30. Juni 1947 in Kiew, Ukrainische Sozialistische Sowjetrepublik; † 8. Oktober 2005 in Seattle, Washington), nach seiner Einbürgerung in den USA auch als Michael L. Golubev bekannt, war ein sowjetisch-US-amerikanischer Herpetologe. Er war ein Spezialist für die Geckos und Agamen der asiatischen Herpetofauna.

## Leben
Holubjew wuchs bei seiner geschiedenen Mutter auf, die als Redakteurin für eine ukrainische Enzyklopädie tätig war. Er studierte Biologie an der Staatlichen Universität Kiew (Abschluss 1972), wo er mit dem  ukrainischen Wirbeltierzoologen Mykola Schtscherbak am Zoologischen Institut der Akademie der Wissenschaften in Kiew zusammenarbeitete. Bei Schtscherbak an der Akademie machte er sein Kandidatendiplom in Zoologie (C.Sc. 1982). Zu dieser Zeit war die Ukraine Teil der Sowjetunion, was die Arbeit von Schtscherbak und seinen zahlreichen Studenten stark beeinflusste. Nach der Auflösung der UdSSR im Jahr 1991 und der darauf folgenden schweren wirtschaftlichen Rezession in der unabhängigen Ukraine wanderten Mychajlo Holubjew und seine Familie im Januar 1993 in die Vereinigten Staaten aus. Zudem waren seine Karrieremöglichkeiten als Jude in der Ukraine begrenzt. Im März desselben Jahres begann er seine Zusammenarbeit mit der Abteilung für Herpetologie der California Academy of Sciences in San Francisco, und im September 1993 nahm er eine Stelle als Tierpfleger in der Abteilung für Tiergesundheit des Fred Hutchinson Cancer Center in Seattle, Washington, an.
Holubjews erste Forschungsstudie befasste sich mit der Entwicklung und den diagnostischen Merkmalen von Kaulquappen in der Ukraine, für seine Abschlussarbeit wechselte er jedoch zu den paläarktischen Geckos der Gattungen Alsophylax, Bunopus und Tropiocolotes. Ab 1974 unternahm Holubjew eine Reihe von fast zwei Dutzend Expeditionen in die südlichen Teile der Sowjetunion, nahezu immer als Assistent von Schtscherbak. Zu dieser Zeit war es ihnen nicht gestattet, das Land zu verlassen. Erschwerend kam hinzu, dass Schtscherbak wegen verleumderischer Äußerungen eines Freundes eine sechsjährige Haftstrafe verbüßt hatte. Er wurde im Dezember 1954 freigelassen, blieb aber bis 1991 unter Beobachtung der sowjetischen Regierung. So unterlagen seine Bewegungen innerhalb des Landes besonderen Beschränkungen durch den sowjetischen Geheimdienst KGB. Dennoch gelang es ihnen, ein- bis dreimonatige Exkursionen zu unternehmen, unter anderem in den Kaukasus und Transkaukasus, auf die Krim, nach Kasachstan, Kirgisistan und Tadschikistan. Auf einer ihrer längsten Expeditionen im Jahr 1976 fuhren sie mit einem Fahrzeug von Kiew nach Baku in die Aserbaidschanische Sozialistische Sowjetrepublik, dann nach Krasnowodsk (in Turkmenistan) und in die Kysylkum-Wüste (in Usbekistan), bevor sie über Gur'ev und Astrachan entlang der Nordküste des Kaspischen Meeres über Wolgograd und Woronesch im Süden Russlands nach Kiew zurückkehrten. Auf dieser Reise erreichten sie die äußersten Grenzen des sowjetischen Territoriums entlang der afghanischen und iranischen Grenze. Sie durchquerten die Karakum-Wüste in Turkmenistan achtmal in verschiedenen Richtungen. 
Diese Reisen erbrachten viele naturkundliche Daten und zahlreiche Exemplare, die sich heute in der Sammlung der Akademie in Kiew befinden. Holubjew wurde 1972 Assistent und Sammlungsleiter für die herpetologischen Sammlungen der Akademie, und nach Abschluss seines Studiums 1982 wurde er „Forschungsspezialist“, d. h. Kurator für Herpetologie. Er verfasste fast 50 herpetologische Titel (zwischen 1977 und 1999), ein Viertel davon in Zusammenarbeit mit Schtscherbak. Seine bedeutendsten Beiträge betrafen die Systematik, Verbreitung und Naturgeschichte der asiatischen Eidechsen, und zu seinen letzten Veröffentlichungen gehörten Studien zur Allozymvariation und zur Morphologie des Karyotyps. Zusammen mit Schtscherbak benannte er mehrere Gattungen und Untergattungen von Geckos (einschließlich Carinatogecko, Mediodactylus und Tenuidactylus) sowie neue Geckoarten aus Afghanistan und Pakistan. Holubjew benannte auch einige neue Agamen, darunter Phrynocephalus nasatus aus China (zusammen mit Jewgeni Anatoljewitsch Dunajew, einem Herpetologen am Zoologischen Museum der Staatlichen Universität Moskau). Weitere von Holubjew beschriebene Taxa sind Alsophylax szczerbaki GOLUBEV & SATTAROV, 1979, Alsophylax tadjikiensis GOLUBEV, 1979, Altiphylax levitoni (GOLUBEV & SZCZERBAK, 1979), Altiphylax mintoni (GOLUBEV & SZCZERBAK, 1981) und Phrynocephalus vindumi GOLUBEV, 1998.
Holubjews Standardwerk ist ein gemeinsam mit Schtscherbak verfasstes Buch mit dem Titel Gecko Fauna of the USSR and Contiguous Regions (1986, englische Ausgabe 1996), das zum großen Teil auf Holubjews Diplomarbeit zurückgeht.  
Das Buch wurde erweitert, um alle damals bekannten Geckoarten Zentralasiens aufzunehmen. Schtscherbak schrieb die meisten dieser zusätzlichen Abschnitte, aber die meisten Felddaten stammten von den gemeinsamen Exkursionen Schtscherbaks und Holubjews, unterstützt von ausländischen Fachkollegen, die Exemplare aus schwer zugänglichen Ländern beisteuerten. Eine der größten Hürden war die Kontrolle durch die sowjetischen Behörden (insbesondere der Akademie der Wissenschaften in Kiew), die die Forschung und Veröffentlichung der russischen Originalausgabe streng regulierten. 1974 mussten die Autoren einen detaillierten Vorschlag einreichen, der Vorgaben für die Dauer der Feldforschung und die Seitenzahl des Buches beinhaltete. Aufgrund dieser Vorgaben wurde der Text kürzer gefasst, doch viele wichtige Informationen wurden in der englischen Ausgabe durch Anmerkungen von Holubjew, der in den USA lebte, ergänzt. Das Buch bietet umfassende Informationen, einschließlich Schlüsseln, Verbreitungskarten, Fotos und detaillierten Beschreibungen jedes Taxons. Es gilt als eines der bedeutendsten Nachschlagewerke über die Geckos Mittelasiens und behandelt auch verwandte Arten in angrenzenden Regionen von der Mongolei bis Pakistan und dem Nahen Osten.

## Dedikationsnamen
Nach Holubjew ist die Geckoart Cyrtopodion golubevi NAZAROV, ANANJEVA & RAJABIZADEH, 2010 benannt worden.